# Bernart Marsalis
Bernart Marsalis (fl. 1434-1494) è stato un trovatore che scrisse in lingua occitana, partecipante ai Jeux floraux e mantenitore del Consistori del Gay Saber di Tolosa.
Il primo maggio 1464, essendo morto il cancelliere del Consistori Hilhard Daus, viene nominato alla medesima carica Jean de Seiss, uno dei sette mantenitori, e il posto di mantenitore lasciato da questi vacante viene assegnato a Bernard Marsalis. Queste due nomine vengono fatte con un atto autentico, scritto in latino, ricevuto e sottoscritto da un notaio, il cancelliere della gaia scienza.